# La Merced-Purmacana
La Merced-Purmacana es un caserío peruano ubicado en el distrito de Supe, perteneciente a la provincia de Barranca del departamento de Lima, en la costa central del Perú. 

## Ubicación
La Merced-Purmacana se ubica al suroeste de la provincia de Barranca, en el distrito de Supe, en el departamento de Lima.

## Demografía
En 2017 La Merced-Purmacana tenía una población de 52 habitantes.